# The Actress
Pour plus de détails, voir Fiche technique et Distribution.
The Actress est un film américain réalisé par George Cukor et sorti en 1953.

## Synopsis
Au début des années 1910, Clinton Jones, retraité de la marine, n’a trouvé qu’un petit boulot et craint des lendemains difficiles pour sa famille. C’est ce qui le rend réticent à la demande de sa fille, la jeune Ruth, qui voudrait devenir actrice, un métier qu’il considère comme à haut risque. C’est sans compter la détermination de Ruth, qui, pour réaliser ses ambitions, ira jusqu’à rejeter la demande en mariage de Fred, son amoureux.

## Fiche technique
- Titre original : The Actress
- Titre alternatif francophone : Gloire et Fortune
- Réalisation : George Cukor
- Scénario : Ruth Gordon d’après sa pièce de théâtre Years Ago
- Décors : Cedric Gibbons, Arthur Lonergan
- Costumes : Walter Plunkett
- Photographie : Harold Rosson
- Son : Douglas Shearer
- Montage : George Boemler
- Musique : Bronislau Kaper
- Producteur : Lawrence Weingarten
- Société de production : MGM (États-Unis)
- Société de distribution : MGM (États-Unis), Théâtre du Temple (France)
- Pays d’origine :  États-Unis
- Langue originale : anglais
- Format : 35 mm —  noir et blanc — 1.37:1 — son monophonique (Western Electric Sound System)
- Genre : film biographique, comédie dramatique
- Durée : 90 minutes
- Date de sortie :
  - États-Unis : 25 septembre 1953
- (fr) Classifications CNC : tous publics, Art et Essai (visa d'exploitation no 61369 délivré le 4 août 1986)

## Distribution
- Spencer Tracy : Clinton Jones
- Jean Simmons : Ruth Gordon Jones
- Teresa Wright : Annie Jones
- Anthony Perkins : Fred Whitmarsh
- Ian Wolfe : Mr. Bagley
- Kay Williams : Hazel Dawn
- Mary Wickes : Emma Glavey
- Norma Jean Nilsson : Anna
- Dawn Bender : Katherine

## Distinctions

### Récompenses
- National Board of Review 1953 : prix de la meilleure actrice à Jean Simmons.
- Golden Globe Award 1954 : Golden Globe du meilleur acteur dans un film dramatique à Spencer Tracy.

## Production

### Scénario
Biographie de l’actrice, scénariste et dramaturge Ruth Gordon qui gagnera un renom international grâce à ses performances de comédienne dans Rosemary's Baby et Harold et Maude.

### Casting
- Débuts d’Anthony Perkins au cinéma.

### Tournage
- Période de prises de vue : mi-décembre 1952 à mi-janvier 1953.
- Intérieurs : Metro-Goldwyn-Mayer Studios, Culver City, Californie.
- Extérieurs : Inglewood (Californie).